# Jerumenha
Jerumenha is een gemeente in de Braziliaanse deelstaat Piauí. De gemeente telt 4.490 inwoners (schatting 2009).